# خوزه لوئیس مارتی
خوزه لوئیس مارتی (اسپانیایی: José Luis Martí‎؛ زادهٔ ۲۸ آوریل ۱۹۷۵) یک ورزشکار اهل اسپانیا است.
از باشگاه‌هایی که در آن بازی کرده‌است می‌توان به باشگاه فوتبال سویا، رئال مایورکا، تنریف، رئال سوسیداد و رئال مایورکا اشاره کرد.